# Dinastia isaura

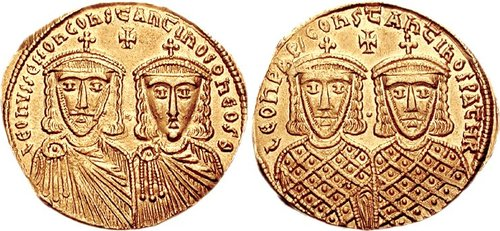
Soldo representando no anverso - com barba curta - com seu filho (c. 776-778). No reverso, e, ambos com barba curta

A dinastia isaura ou isáurica, também chamada de dinastia síria, governou o Império Bizantino entre 717 e 802. Os imperadores isauros conseguiram defender e consolidar o território do império frente à ameaça do Califado Omíada e seu sucessor, o Califado Abássida depois do massacre inicial durante a expansão muçulmana no século VII. Contudo, eles tiveram menos sucesso na Europa, onde foram derrotados diversas vezes pelo Império Búlgaro, tiveram que ceder o Exarcado de Ravena e perderam toda a influência sobre a Itália e o Papado para o Reino Franco.
A dinastia isáurica também é fortemente associada com a crise religiosa do Iconoclasma, uma tentativa de recuperar a graça divina purificando a fé de uma suposta e excessiva adoração aos ícones e que provocou grandes tumultos por todo o império.
No final da era isáurica, em 802, os bizantinos continuavam lutando contra árabes e búlgaros para conseguir sobreviver e a situação política havia se complicado sobremaneira pela ressurreição do Império Romano do Ocidente na forma do Império Carolíngio de Carlos Magno.

## Contexto: Império Bizantino noséculo VII

Mapa do Império Bizantino no final da dinastia heracliana (717)

A dinastia heracliana, que reinou entre 610 e 711, com um breve interregno entre 695 e 705, enfrentou alguns dos maiores desafios da longa história dos bizantinos. Depois de vencer os persas sassânidas na última guerra romano-persa, o imperador Heráclio (r. 602–641) e seu exaurido império tiveram que enfrentar a rápida expansão muçulmana pelo Levante.
Depois da conquista muçulmana da Síria, a rica província do Egito, a principal fornecedora de grãos e impostos do império, caiu também. Além disso, os bizantinos enfrentaram ataques em toda região da Líbia contra o Exarcado da África, contra a Cilícia, que controlava as rotas pelas montanhas para o interior da Ásia Menor, e no planalto armênio, a principal fonte de mão-de-obra do império e uma zona-tampão vital entre a Síria árabe e a passagem noroeste para a Ásia Menor. Estas três regiões seriam os principais campos de batalha da guerra bizantino-árabe pelos próximos cinquenta anos. Os árabes também desafiaram a supremacia bizantina no Mediterrâneo construindo uma vitoriosa frota para enfrentar a até então invencível marinha bizantina. A irrupção de uma guerra civil em 656 deu aos bizantinos um respiro e o imperador Constante II (r. 641–668) reforçou suas posições nos Bálcãs e na Itália. Seu sucessor, Constantino IV (r. 668–685) conseguiu debelar o primeiro cerco árabe à capital imperial, Constantinopla, e já emendou uma contra-ofensiva que garantiu a segurança da Ásia Menor, recuperando a Cilícia e forçando o Califado a pagar um tributo. Na mesma época, porém, ele foi derrotado pelo cã búlgaro Asparuque e foi forçado a aceitar o assentamento dos búlgaros nas terras até então bizantinas ao sul do Danúbio. Com a primeira deposição do filho e herdeiro de Constantino, Justiniano II, em 695, iniciou-se um período de anarquia que durou quase um quarto de século e provocou uma sucessão de desastres que quase provocaram o fim do império. Cartago finalmente caiu em 697 e uma tentativa de recuperá-la foi derrotada no ano seguinte. A Cilícia foi novamente conquistada pelos árabes e se tornou a base de onde os raides anuais dos árabes que penetravam profundamente na Ásia Menor, saqueavam cidades e destruíam as fortalezas da região. A região do Cáucaso também foi reconquistada e se consolidou o domínio muçulmano na região. Finalmente, o califa omíada Solimão ibne Abedal Maleque (r. 715–717) iniciou os preparativos para uma enorme expedição com um único objetivo: conquistar Constantinopla.
Em paralelo com as muitas catástrofes na política externa, o período heracliano assistiu a profundas mudanças na sociedade e na natureza do que restava do império: a civilização urbanizada e cosmopolita da Antiguidade Tardia desapareceu e uma era medieval se iniciou. Com o declínio da maior parte das cidades, que involuíram para pequenos e fortificados centros urbanos com funções meramente administrativas, a sociedade voltou a ser majoritariamente agrária na qual a educação e a vida intelectual praticamente desapareceram. A perda das províncias mais ricas do império somada com as sucessivas invasões reduziram a economia imperial para um tamanho insignificante perante aos recursos disponíveis ao Califado. A economia monetária sobreviveu, mas o escambo renasceu e se fortaleceu em paralelo; A prática administrativa também se alterou: juntamente com o sistema provincial herdado dos romanos, os exércitos foram reorganizados num novo sistema de temas que visava preservar o pouco que sobrou do território imperial concentrando o poder administrativo e militar nas mãos dos governadores (estrategos), o que os fez também mais propensos a se rebelar. Ao mesmo tempo, a burocracia central em Constantinopla ganhou proeminência.
No campo religioso, a perda das províncias orientais monofisistas encerrou a longa disputa com os calcedonianos e também deu fim à fracassada tentativa de compromisso entre os dois representada pelo monotelismo, rechaçado no Terceiro Concílio de Constantinopla em 680. Doze anos depois, o Concílio Quinissexto promoveu os interesses e pontos de vista do patriarca de Constantinopla frente aos da Sé de Roma.

## O império em crise(705–717)
Depois da segunda deposição de Justiniano II, o Império Bizantino entrou numa outra era de caos que só se compara ao atrapalhado governo de Focas durante a última guerra contra os persas. Filípico, o rebelde da Crimeia que tomou o trono se mostrou totalmente incompetente para a função. Em vez de enfrentar as iminentes ameaças representadas pelos búlgaros ou os árabes, ele reiniciou a controvérsia religiosa ao tentar reimpor a detestada solução intermediária entre monofisistas e calcedonianos de Heráclio, o monotelismo. Quando o rei Tervel da Bulgária, que era aliado de Justiniano II, invadiu a Trácia, Filípico não teve alternativa a não ser convocar as tropas do Tema Opsiciano para combatê-lo. Infelizmente para o imperador, as tropas não lhe eram minimamente leais e, depois de ter sido cegado ritualmente, Filípico foi substituído, em junho de 713, pelo seus principal secretário, Artêmio.
Artêmio foi coroado como Anastácio II e ele deu ao império um breve período de bom governo, reforçando as muralhas da capital e enchendo completamente os silos de Constantinopla, tudo isso para enfrentar a iminente invasão árabe. Todos os cidadãos receberam ordem de estocar alimentos suficientes para três anos, pois, se os árabes chegassem até a região dos estreitos, seria indubitavelmente um longo cerco. Porém, Anastácio se mostrou bom demais para o império: num esforço de evitar o cerco à capital, o imperador planejou um ataque preemptivo contra os inimigos utilizando Rodes como base. Porém, o Tema Opsiciano uma vez mais se revoltou a Anastácio acabou confinado num mosteiro na Tessalônica em 715.
Os opsicianos escolheram Teodósio, um relutante coletor de impostos, para governar o império, uma escolha que não teve nada a ver com suas habilidades. Quando Leão, o Isauro, estratego do Tema Anatólico, pediu apoio ao Senado e ao patriarca para se tornar imperador, precisou de pouco para persuadi-los.

## Leão III, o Isauro(717–741)
Leão III, o Isauro, que futuramente seria o fundador da chamada dinastia isáurica, nasceu na verdade em Germaniceia, no noroeste da Síria, por volta de 658. Sua suposta origem na Isáuria deriva de uma referência feita por Teófanes, o Confessor, que, contudo, pode ser uma adição posterior. Depois de ser elevado à posição de espatário por Justiniano II, ele lutou contra os árabes na Abásgia e foi nomeado estratego dos anatólicos por Anastácio II. Depois da queda deste em 716, Leão se aliou a Artavasdo, o general dos armeníacos, e foi proclamado imperador durante a invasão de dois exércitos árabes, um deles comandado pelo irmão do califa Solimão (r. 715–717), Maslama ibne Abedal Maleque. Leão evitou o ataque de Maslama através de inteligentes negociações, nas quais ele prometeu reconhecer a suserania do califa. Finalmente, em 25 de março de 717, Leão entrou em Constantinopla e depôs Teodoro.

### Cerco árabe e suas consequências
Logo nos primeiros meses o imperador teve que enfrentar seu primeiro grande desafio, um massivo ataque muçulmano à capital imperial: o exército e a marinha do califa, liderados por Maslama, contavam com 120 000 homens e 1 800 navios de acordo com as fontes. Qualquer que seja o número verdadeiro, é certo que era uma força gigantesca, muito maior do que o exército imperial. Felizmente para Leão e para o império, Anastácio II havia consertado e reforçado as muralhas marítimas da capital. Além disso, o imperador também firmou uma aliança com o cã búlgaro Tervel, que concordou em atacar a retaguarda dos árabes.
Entre julho de 717 e agosto do ano seguinte, a cidade foi cercada por mar e terra pelos muçulmanos, que construíram uma longa linha dupla de circunvalação e contravalação no lado terrestre, isolando a capital por ali. A tentativa árabe de completar o cerco pelo mar, porém, fracassou quando a marinha bizantina utilizou o fogo grego contra eles, o que manteve a frota árabe bem longe das muralhas, deixando assim abertas algumas rotas de reabastecimento. Forçados a estender o cerco pelo inverno adentro, as forças atacantes sofreram enormes perdas, por causa do frio e da falta de provisões. Na primavera, reforços foram enviados pelo novo califa, Omar II (r. 717–720), por mar a partir da África e do Egito e por terra a partir da Ásia Menor. As tripulações da nova frota eram compostas majoritariamente por cristãos, que logo começaram a desertar em grandes números, enquanto que as tropas terrestres foram emboscadas e destruídas na Bitínia. Com o avanço da fome e das doenças pelo acampamento árabe, o cerco acabou sendo abandonado em 15 de agosto de 718. No retorno para casa, a frota árabe sofreu ainda mais perdas por causa de tempestades e da erupção do vulcão da ilha de Tera.
Mesmo durante o cerco, Leão já havia conseguido sufocar algumas tentativas de secessão: suas tropas rapidamente acabaram com uma revolta na Sicília, onde um tal Basílio Onomágulo foi declarado imperador. Em 719, ele também debelou uma tentativa do deposto Anastácio II de recuperar o trono perdido com a ajuda dos búlgaros. Leão também reforçou sua posição ao coroar sua esposa, Maria, como augusta em 718 e seu filho, Constantino como co-imperador dois anos depois. Aproveitando-se do estado enfraquecido do Califado depois das enormes perdas sofridas no fracassado cerco, Leão conseguiu lançar uma contra-ofensiva de relativo sucesso. Os árabes logo se recuperaram, porém, e, a partir de 720, passaram a realizar raides anuais que devastaram grandes partes da Ásia Menor, apesar da aliança dos bizantinos com os cazares, que lançaram repetidos ataques contra o flanco norte do Califado. Icônio e Cesareia foram saqueadas e as tropas bizantinas foram novamente expulsas da região da armênia

### Começo do Iconoclasma

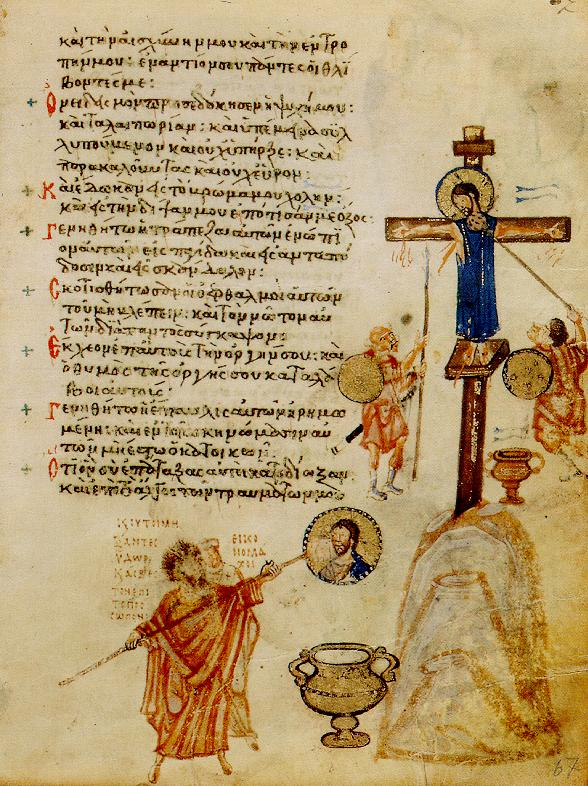
Esta página, do iconódulo Saltério de Chludov, ilustra o texto "Eles me deram bile para comer; e quando eu estava sedento, me deram vinagre para beber" com uma imagem de um soldado oferecendo vinagre a Cristo numa esponja colocada na ponta de uma vara. Abaixo, à esquerda, está uma imagem do último patriarca iconoclasta de Constantinopla,, e, esfregando uma pintura de Cristo também com uma esponja na ponta de uma vara

As frustrações de Leão em suas campanhas militares o levaram a acreditar que o império havia perdido a graça de Deus, um sentimento comum na época. Já em 722, ele havia tentado forçar a conversão dos judeus, mas rapidamente voltou sua atenção para a veneração dos ícones, que alguns bispos já consideravam como idolatria. Depois de uma nova erupção vulcânica em Tera em 726, o imperador publicou um édito condenando o uso dos ícones e removeu a imagem de Cristo do Portão Calce, a entrada cerimonial do Grande Palácio de Constantinopla. O próprio Leão se mostrou cada vez mais crítico em relação aos iconófilos e, num concílio da corte em 730, ele baniu formalmente as representações artísticas de figuras religiosas.
As ações de Leão provocaram fortes reações entre a população e na Igreja. Os soldados que retiraram a imagem de Cristo do Portão Calce (Ícone de Cristo Calcita) foram linchados e uma revolta nos temas irrompeu na Grécia em 727, motivada pelo menos parcialmente pelo fervor iconófilo. O patriarca Germano I renunciou e foi substituído pelo mais maleável Anastácio. O édito também atraiu a atenção dos papas Gregório II e Gregório III e também do grande teólogo João Damasceno. De forma geral, porém, a disputa ficou confinada, pois Leão preferiu não perseguir ativamente os iconófilos
O crescente distanciamento em relação ao Papado teve também outras razões: Leão transferiu as dioceses da Ilíria oriental (a grosso modo, a antiga Diocese da Macedônia) da jurisdição de Roma para a de Constantinopla e, em seguida, privou o papa das receitas vindas da Sicília e da Calábria. Além disso, Leão não conseguiu ajudar o ameaçado Exarcado de Ravena. Em 727, as forças bizantinas locais derrubaram seu comandante e, por volta de 738, a cidade foi tomada - por um tempo - pelos lombardos de Liuprando.

### Anos finais
A adoção do iconoclasma, aos olhos do imperador, parece de fato ter sido um sucesso, pois a vitória voltou a coroar os esforços das forças militares bizantinas, com diversas derrotas muçulmanas se seguindo entre 727 e 732. Os anos seguintes foram mais difíceis, especialmente por que os árabes derrotaram os cazares e forçaram seu líder a se converter ao islamismo. Em 740, porém, o imperador e seu filho conseguiram arrancar uma vitória decisiva sobre um exército árabe invasor na Batalha de Acroino, que interrompeu o ímpeto dos ataques inimigos
Em março de 741 (fontes mais antigas datam o evento em 726), Leão também promulgou a Écloga, uma revisada seleção de leis baseadas principalmente no mais antigo Código de Justiniano. A influência cristã é evidente na grande redução do número de crimes passíveis da pena capital, embora tenha aumentado o uso da mutilação, considerada na época como sendo uma forma de punição mais "humana". A Écloga se mostrou bastante popular como um manual legal mais conciso e permaneceu como o livro-texto legal padrão até a introdução do Epanagoga no final do século IX, e foi traduzida para eslavônico, árabe e armênio.
Leão morreu pacificamente em sua cama em 18 de junho de 741, o primeiro imperador a conseguir o feito desde Constantino IV mais de cinquenta anos antes. Durante seu reinado, ele conseguiu bloquear os ataques árabes e consolidou a fronteira oriental do Império Bizantino. Por outro lado, sua reintrodução de uma nova - e desnecessária - disputa teológica, ainda que fosse mais branda durante a sua vida, comprometeram seus esforços para restaurar a estabilidade ao império.

## Constantino V(741–785)
Constantino nasceu em Constantinopla, filho e sucessor de Leão III e Maria. Em agosto de 720, ele foi feito co-imperador pelo pai, que também arranjou-lhe um casamento com Tzitzak, a filha do grão-cã Bihar. Ela foi rebatizada como "Irene" (em grego:  Eirēnē - "paz") e passou a ser conhecida como "Irene da Cazária". Constantino V sucedeu ao pai como único imperador em 19 de abril de 741.

### Guerra civil contra Artavasdo e os primeiros conflitos contra a veneração dos ícones
Constantino estava atravessando a Ásia Menor numa campanha contra o califa omíada Hixame ibne Abedal Maleque na fronteira oriental em junho de 741 ou 742. Durante esta campanha, Constantino foi atacado pelas forças de seu cunhado Artavasdo, o estratego do Tema Armeníaco. Artavasdo era o marido de Ana, uma irmã mais velha de Constantino.
Derrotado, Constantino se refugiou em Amório enquanto o vitorioso Artavasdo marchou para a capital e foi aceito como imperador. Enquanto Constantino recebia o apoio dos temas Anatólico e Tracesiano, o novo imperador arrebatou o apoio dos temas Trácio e Opsiciano, além dos seus próprios soldados armeníacos.
Depois de algum tempo no qual os rivais se prepararam para o combate, Artavasdo marchou primeiro e acabou derrotado em maio de 743. Três meses depois, Constantino derrotou o filho dele, Nicetas, e marchou para a capital. No início de novembro, ele entrou em Constantinopla e foi imediatamente passou a perseguir seus adversários, cegando-os ou executando-os. Como o golpe de Artavasdo estava interligado com a restauração da veneração dos ícones, Constantino agora se tornou um iconoclasta ainda mais fervoroso que o pai.
O epíteto pejorativo de Constantino, Coprônimo (literalmente, "o Bosta" - de kopros, "fezes", e onoma, "nome"), foi-lhe conferido pelos seus inimigos neste tema, os iconófilos. Fazendo uso deste nome obsceno, eles espalharam o boato de que o imperador, criança, teria defecado em sua pia batismal ou nos mantos púrpuras nos quais estava enrolado.

### Campanha iconoclasta

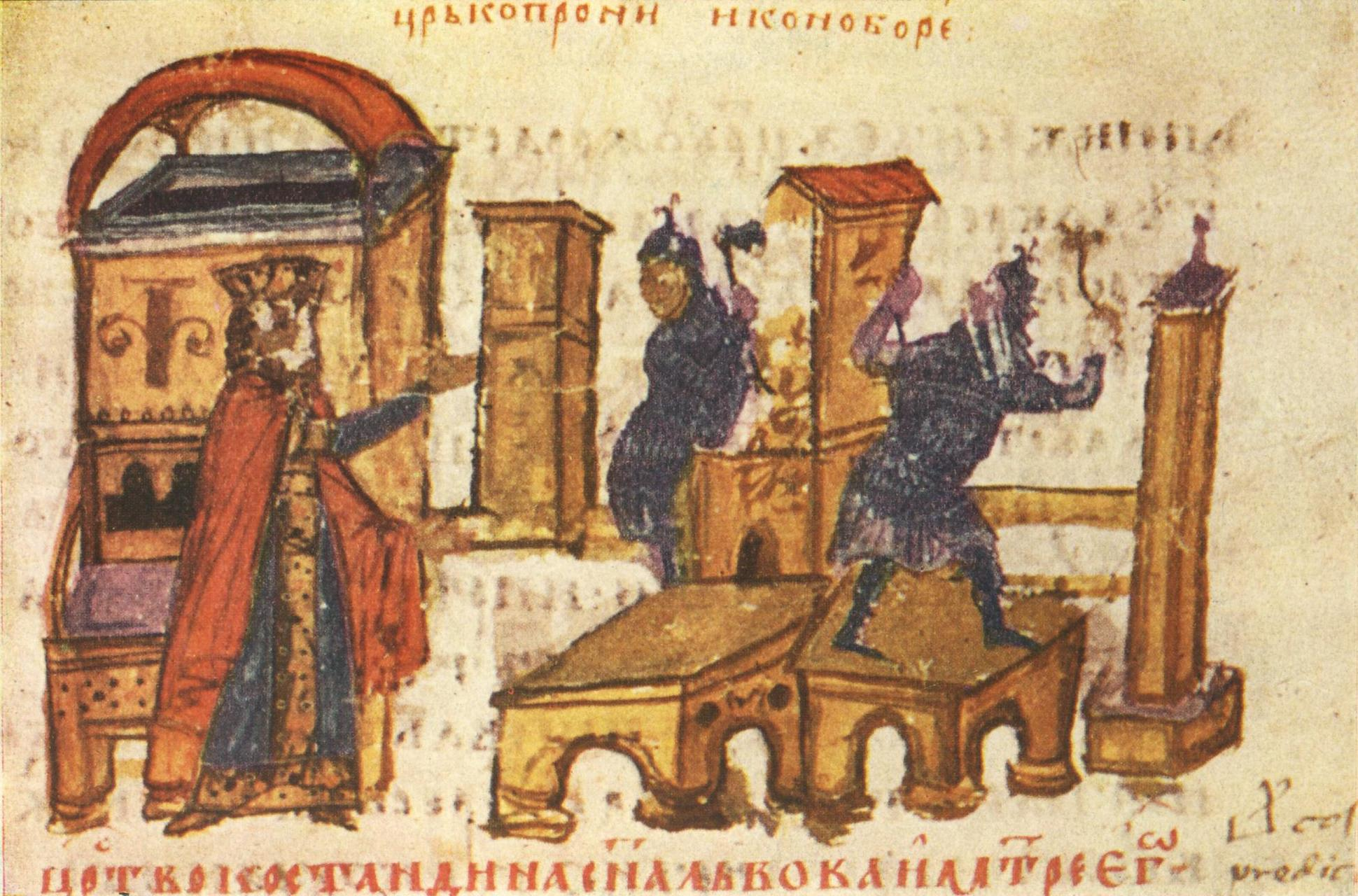
Destruição de igreja por ordem de Constantino V.
século XIV. Iluminura da Crônica de Constantino Manasses.

Em 754, Constantino convocou o Concílio de Hieria, que teve como participantes apenas bispos iconoclastas. O concílio aprovou a nova política religiosa de Constantino e assegurou a eleição de um novo patriarca iconoclasta, mas, por outro lado, se recusou a endossar todas as opiniões de Constantino. Foi confirmado o status de Maria como a Teótoco ("portadora de Deus"), reforçado o uso de termos como "santo" e "sagrado" e condenada a dessacração, queima ou saque de igrejas no afã de sufocar os iconófilos.
Ao concílio se seguiu uma campanha para remover as imagens das paredes das igrejas e para livrar a corte e a burocracia estatal dos iconófilos. Como os mosteiro tendiam a ser os bastiões do sentimento iconófilo, Constantino atacou especialmente os monges, pareando-os com freiras no Hipódromo em casamentos forçados e expropriando os mosteiros em prol do estado ou do exército. A repressão contra os monges, que culminou em 766, foi liderada principalmente pelo general Miguel Lacanodraco, que ameaçava os monges mais reticentes com a cegueira ou o exílio.
Um abade iconófilo, Estêvão, o Jovem, foi brutalmente linchado por uma multidão incitada pelas autoridades. Como resultado, muitos monges fugiram para o sul da Itália e para a Sicília. Ao final do reinado de Constantino, o iconoclasma havia chegado ao ponto de chamar as relíquias e as orações aos santos de heréticas.
No fim da vida de Constantino, os iconófilos consideraram sua morte como uma punição divina e, no século IX, os restos mortais do imperador foram desenterrados e atirados no mar.

### Campanhas contra árabes e búlgaros
Constantino era também um hábil general e administrador. Ele reorganizou os temas, os distritos militares do império, e criou novas divisões no exército chamadas tagma com o objetivo de reduzir a ameaça de conspirações para reforçar as capacidades defensivas do império. Com seu novo e reorganizado exército, Constantino partiu para campanhas em três grandes fronteiras.
Em 746, aproveitando-se da situação instável no Califado Omíada, que estava se desfazendo sob o governo de Maruane II, Constantino invadiu a Síria, capturou Germaniceia (atual Maraş) - a terra natal de seu pai - e organizou o reassentamento de parte da população cristã local em território imperial na Trácia. No ano seguinte, sua frota derrotou a árabe em Chipre. Em 752, Constantino liderou uma invasão ao território do recém-criado Califado Abássida, agora liderado por Açafá. O imperador capturou Teodosiópolis e Melitene (Malatya) e, mais uma vez, mudou a população cristão para os Bálcãs. Porém, estas campanhas não conseguiram assegurar nenhum ganho efetivo (além do aumento da população em outras fronteiras), mas, por outro lado, foram importantes para colocar o império novamente na ofensiva.
Estas vitórias permitiram que se adotasse uma política externa mais agressiva nos Bálcãs. Com reassentamento de cristãos do oriente na Trácia, Constantino V queria aumentar a prosperidade e as capacidades defensivas da região, causando preocupação para o vizinho do norte, a Bulgária, que acabaram se enfrentando em 755. Cormiso da Bulgária invadiu o império e chegou até as Muralhas de Anastácio, mas foi derrotado em combate por Constantino V, que inaugurou uma longa séria de novas campanhas de sucesso contra eles no ano seguinte, principalmente a vitória conseguida sobre Vineque, sucessor de Cormiso, na Batalha de Marcela.
Três anos depois, Constantino foi derrotado na Batalha do Passo de Rishki, mas os búlgaros não se aproveitaram da situação. Em 763, ele navegou até Anquíalo com 800 navios que levavam 9 600 cavaleiros e alguma infantaria. As vitórias do imperador, incluindo na Batalha de Anquíalo, em 763, provocaram uma grande instabilidade na Bulgária, com uma sucessão de seis monarcas se sucedendo rapidamente.
Em 751, o rei lombardo Astolfo capturou o Exarcado de Ravena, terminando dois séculos de jugo bizantino. Em 775, Constantino foi enganado pelo imperador búlgaro Telerigue e acabou revelando as identidades dos agentes bizantinos na Bulgária. Todos foram imediatamente eliminados e, furioso, Constantino começou a planejar uma nova invasão contra os búlgaros. Porém, ele morreu em 14 de setembro do mesmo ano sem conseguir completar seu intento.
As campanhas de Constantino foram caras; durante seu reinado, as receitas do império foram reduzidas a pouco mais de 1 800 000 nomismas por causa de suas várias guerras e das perdas para os árabes.

## Leão IV(785–790)
Leão era filho do imperador Constantino V com Irene da Cazária, a filha do grão-cã Bihar. Coroado co-imperador pelo pai em 751, Leão se casou com Irene, uma ateniense de família nobre, em dezembro de 769. Em 775, Constantino V morreu deixando-o como único imperador.
Em 24 de abril de 776, Leão, seguindo o precedente consolidado pelo pai e o avô, nomeou o seu filho, Constantino VI, co-imperador. Esta decisão provocou a revolta dos cinco meio-irmãos de Leão, incluindo o césar Nicéforo, que esperava ainda chegar ao trono. A revolta foi logo sufocada e os conspiradores foram surrados, tonsurados e exilados para o Tema do Quersoneso sob vigilância.
Leão IV foi criado como um iconoclasta, como o pai, mas se casou com uma iconófila. Percebendo que a divisão de seu império, ele tentou um caminho conciliatório junto aos iconófilos, que eram considerados hereges pela política de seu pai. Leão permitiu novamente os monges, perseguidos e depostos na política do pai, e o retorno deles aos mosteiros. Leão chegou a ser ungido como "Amigo da Mãe de Deus" por alguns deles por permitir que eles mantivessem algumas imagens da Teótoco. Além dessas concessões, Leão também nomeou um simpatizante da causa iconófila, Paulo de Chipre, como patriarca de Constantinopla quando Nicetas I, um feroz iconoclasta, morreu. Contudo, ao final de seu reinado, Leão reverteu essa política mais tolerante.
O reinado de Leão coincidiu com o do terceiro califa abássida Almadi, que invadiu o território bizantino em diversas ocasiões entre 777 e 780 até ser definitivamente derrotado pelas forças de Leão, lideradas pelo general iconoclasta Miguel Lacanodraco. O próprio Leão comandou um exército contra os búlgaros, mas morreu de uma febre no meio da campanha. A morte de Leão em 9 de setembro de 780 colocou sua esposa, Irene, no trono.

## Constantino VI e a regência de Irene(785–797)

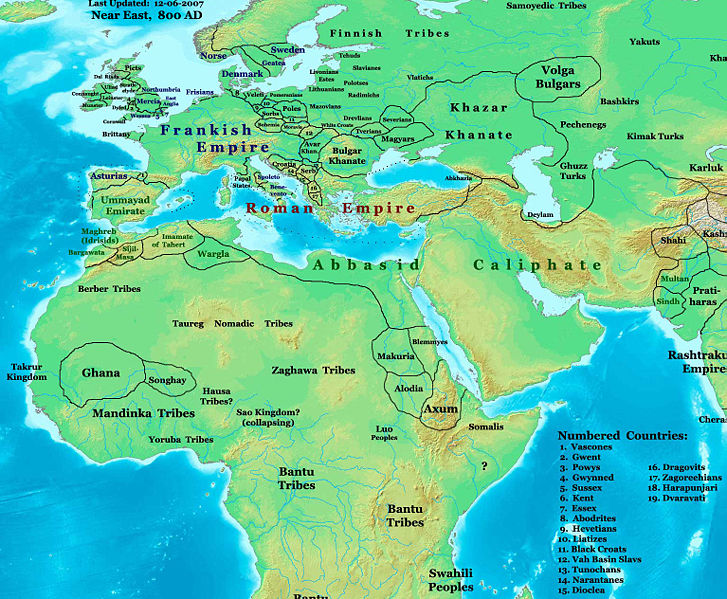
Mundo em 800

Constantino VI era o filho único do imperador Leão IV, o Cazar e Irene. Ele foi coroado co-imperador pelo pai em 776 e o sucedeu como único imperador com a idade de nove anos, sob a regência da mãe, em 780.
Dois anos depois, ele ficou noivo de Rotrude, uma filha do rei franco Carlos Magno com sua terceira esposa Hildegarda (a própria Irene desfez o arranjo em 788). Em 787, Constantino assinou os decretos do Segundo Concílio de Niceia, mas é provável que ele tenha tido simpatia pela causa iconoclasta. Na época, ele tinha dezesseis anos de idade, mas sua mãe ainda não abrira mão de sua autoridade sobre ele.
Depois que uma conspiração contra Irene foi sufocada na primavera de 790, a imperatriz tentou ser reconhecida oficialmente como imperatriz. O plano fracassou e, com apoio militar, Constantino finalmente assumiu o poder em 790, depois que os armeníacos se revoltaram contra Irene. Ainda assim, ela recebeu permissão para manter o título de imperatriz, o que foi confirmado em 792.
A fraqueza de Constantino frustrou seus aliados. Ele demonstrou também uma postura pouco heroica depois das derrotas para Kardam da Bulgária em 791 e 792. Um movimento se desenvolveu em favor de seu tio, o césar Nicéforo, mas Constantino, atento, ordenou que olhos do tio fossem vazados e as línguas de seus outros quatro tios fossem arrancadas. Seus aliados armeníacos se revoltaram quando o imperador cegou Aleixo Mosele, mas Constantino esmagou-a com extrema brutalidade em 793.
O imperador então se divorciou de sua esposa, Maria de Âmnia, que não conseguira dar-lhe um herdeiro varão, e se casou com a amante Teódota, um casamento impopular e, possivelmente, ilegal apesar de o patriarca Tarásio tê-lo ignorado. Por suas ações, Constantino perdeu todo o apoio, tanto do lado iconoclasta quanto do iconófilo.
Em 797, Constantino foi capturado e cegado pelos aliados de sua mãe, que organizaram uma conspiração. De acordo com a maioria dos relatos da época, ele morreu de complicações derivadas dos ferimentos dias depois, deixando Irene como a primeira imperatriz reinante de Constantinopla. Diversos pretendentes ao trono que alegavam ser Constantino VI apareceram futuramente durante o reinado de Miguel II, o Amoriano.

## Reinado de Irene e sua queda(797–802)
Embora se alegue geralmente que, como monarca, Irene tenha se auto-denominado como basileu (em grego: βασιλεύς - "imperador") em vez de basilissa (em grego: βασίλισσα - "imperatriz"), na realidade há apenas três casos isolados conhecidos onde ela fez isso: dois documentos legais que ela assinou como "imperador do romanos" e uma moeda de ouro cunhada por ela encontrada na Sicília na qual ela se intitula basileu. Sobre esta moeda, como a qualidade das letras é muito pobre, a atribuição dela a Irene é problemática. Em todos os demais documentos e sinetes, ela utilizou basilissa.